# Ornézan
Ornézan  (Ornesan en gascon) est une commune française située dans le sud du département du Gers en région Occitanie. Sur le plan historique et culturel, la commune est dans le pays d'Astarac, un territoire du sud gersois très vallonné, au sol argileux, qui longe le plateau de Lannemezan.
Exposée à un climat océanique altéré, elle est drainée par le Gers, le Cédon et par divers autres petits cours d'eau. La commune possède un patrimoine naturel remarquable composé de quatre zones naturelles d'intérêt écologique, faunistique et floristique.
Ornézan est une commune rurale qui compte 206 habitants en 2022.  Elle fait partie de l'aire d'attraction d'Auch. Ses habitants sont appelés les Ornézanais ou  Ornézanaises.

## Géographie

### Localisation
La commune d'Ornézan se situe dans le canton d'Auch-3 et dans l'arrondissement de Mirande, dans l'aire d'attraction d'Auch, dans la vallée du Gers. Elle se trouve à 16 km au sud d'Auch et à 2 km au nord de Seissan. Historiquement, Ornézan fait partie de l'Astarac.

### Communes limitrophes
Les communes limitrophes sont Sansan, Seissan, Durban, Monferran-Plavès et Traversères.
| Durban  | Sansan  | Traversères      |
|         | Ornézan | Monferran-Plavès |
| Seissan |         |                  |

### Géologie et relief
Le territoire de la commune d'Ornézan est coupé en deux par le Gers. Sur la rive gauche, on rencontre des terrasses de boulbènes traversées par des talus calcaires. Sur la rive droite, la plaine alluviale est suivie de strates de calcaires et de marnes en forte pente.
La superficie de la commune est de 1 213 hectares. L'altitude de la commune varie de 165 à 282 mètres.
Ornézan se situe en zone de sismicité 2 (sismicité faible).

### Hydrographie
Deux rivières traversent la commune :
- le Gers traverse la commune en son milieu du sud vers le nord ;
- le Cédon délimite la frontière ouest de la commune avec la partie nord-ouest de la commune de Seissan.

Divers ruisseaux, pour la plupart propres à la commune d'Ornézan, y sont affluents du Gers :
- les ruisseaux de Barcelonne (délimitation sud avec Seissan), d'Embounet, de la Téoulère et de Larroque (délimitation nord avec Sansan) sur le versant ouest ;
- le ruisseau de la Borde Blanche sur le versant est.

Le canal de Monlaur traverse la commune. Construit de 1848 à 1862, il est prolongé jusqu'à Ornézan entre 1951 et 1959 et est exploité depuis 1960 par Rives et Eaux du Sud-Ouest.

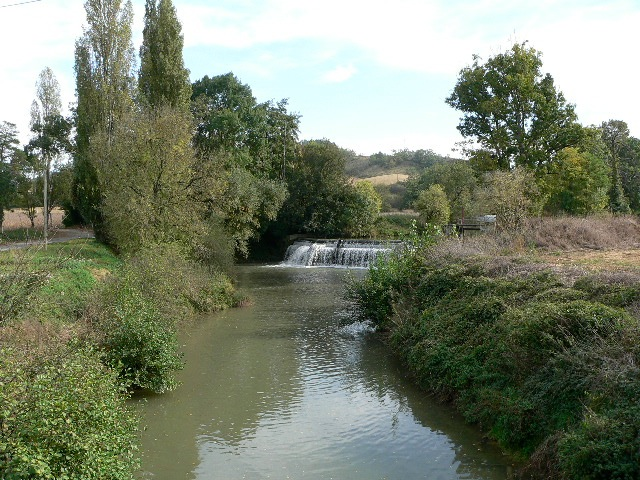
La digue sur le Gers.
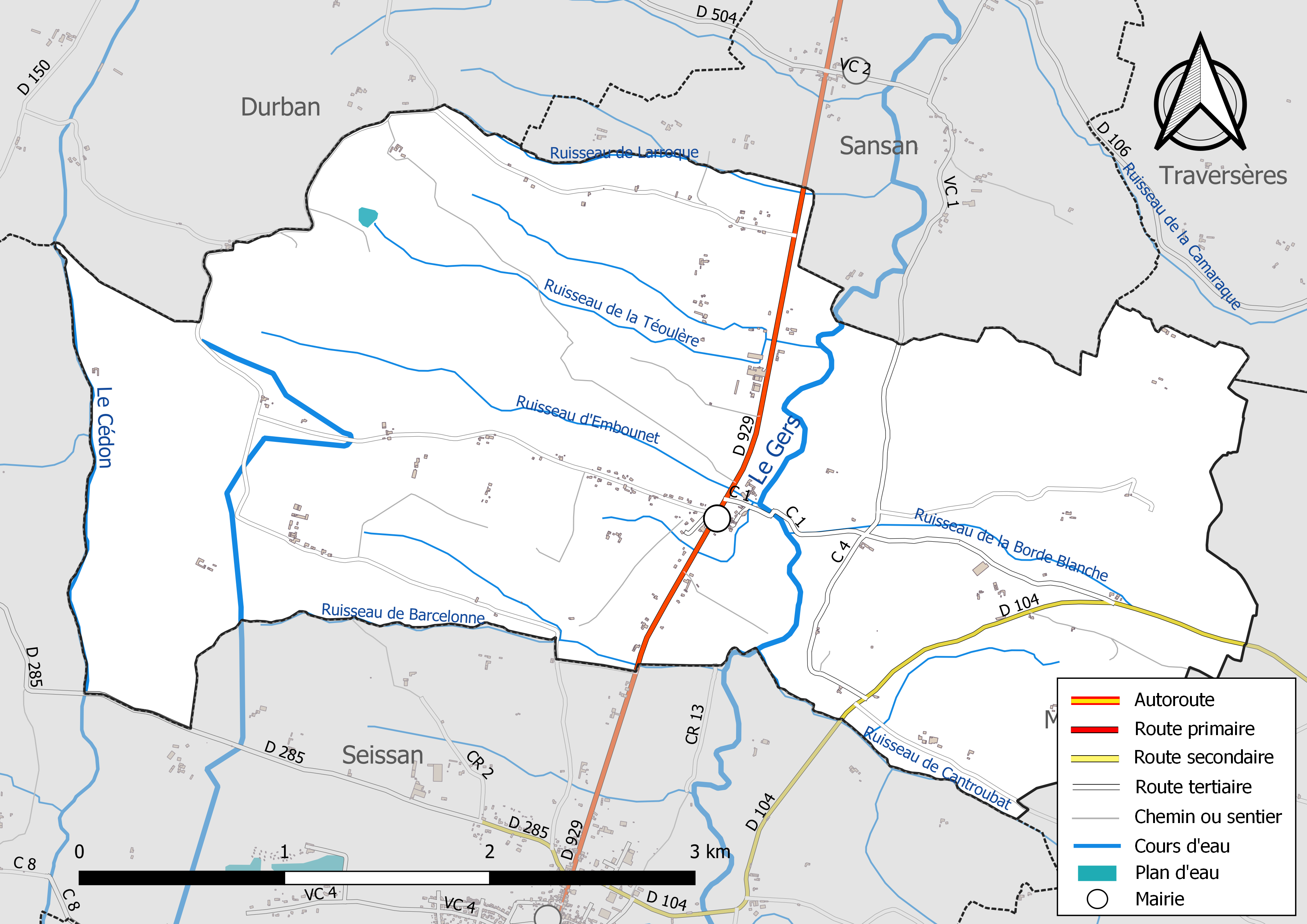
Réseaux hydrographique et routier d'Ornézan.

### Climat
Pour des articles plus généraux, voir Climat de l'Occitanie et Climat du Gers.
En 2010, le climat de la commune est de type climat du Bassin du Sud-Ouest, selon une étude s'appuyant sur une série de données couvrant la période 1971-2000. En 2020, Météo-France publie une typologie des climats de la France métropolitaine dans laquelle la commune est exposée à un climat océanique altéré et est dans la région climatique  Aquitaine, Gascogne, caractérisée par une pluviométrie abondante au printemps, modérée en automne, un faible ensoleillement au printemps, un été chaud (19,5 °C), des vents faibles, des brouillards fréquents en automne et en hiver et des orages fréquents en été (15 à 20 jours).
Pour la période 1971-2000, la température annuelle moyenne est de 13 °C, avec une amplitude thermique annuelle de 15,7 °C. Le cumul annuel moyen de précipitations est de 768 mm, avec 10,2 jours de précipitations en janvier et 6,2 jours en juillet. Pour la période 1991-2020, la température moyenne annuelle observée sur la station météorologique la plus proche, située sur la commune d'Auch à 15 km à vol d'oiseau, est de 13,5 °C et le cumul annuel moyen de précipitations est de 695,8 mm,. Pour l'avenir, les paramètres climatiques de la commune estimés pour 2050 selon différents scénarios d’émission de gaz à effet de serre sont consultables sur un site dédié publié par Météo-France en novembre 2022.

## Urbanisme

### Typologie
Au 1er janvier 2024, Ornézan est catégorisée commune rurale à habitat dispersé, selon la nouvelle grille communale de densité à sept niveaux définie par l'Insee en 2022.
Elle est située hors unité urbaine. Par ailleurs la commune fait partie de l'aire d'attraction d'Auch, dont elle est une commune de la couronne,. Cette aire, qui regroupe 112 communes, est catégorisée dans les aires de 50 000 à moins de 200 000 habitants,.

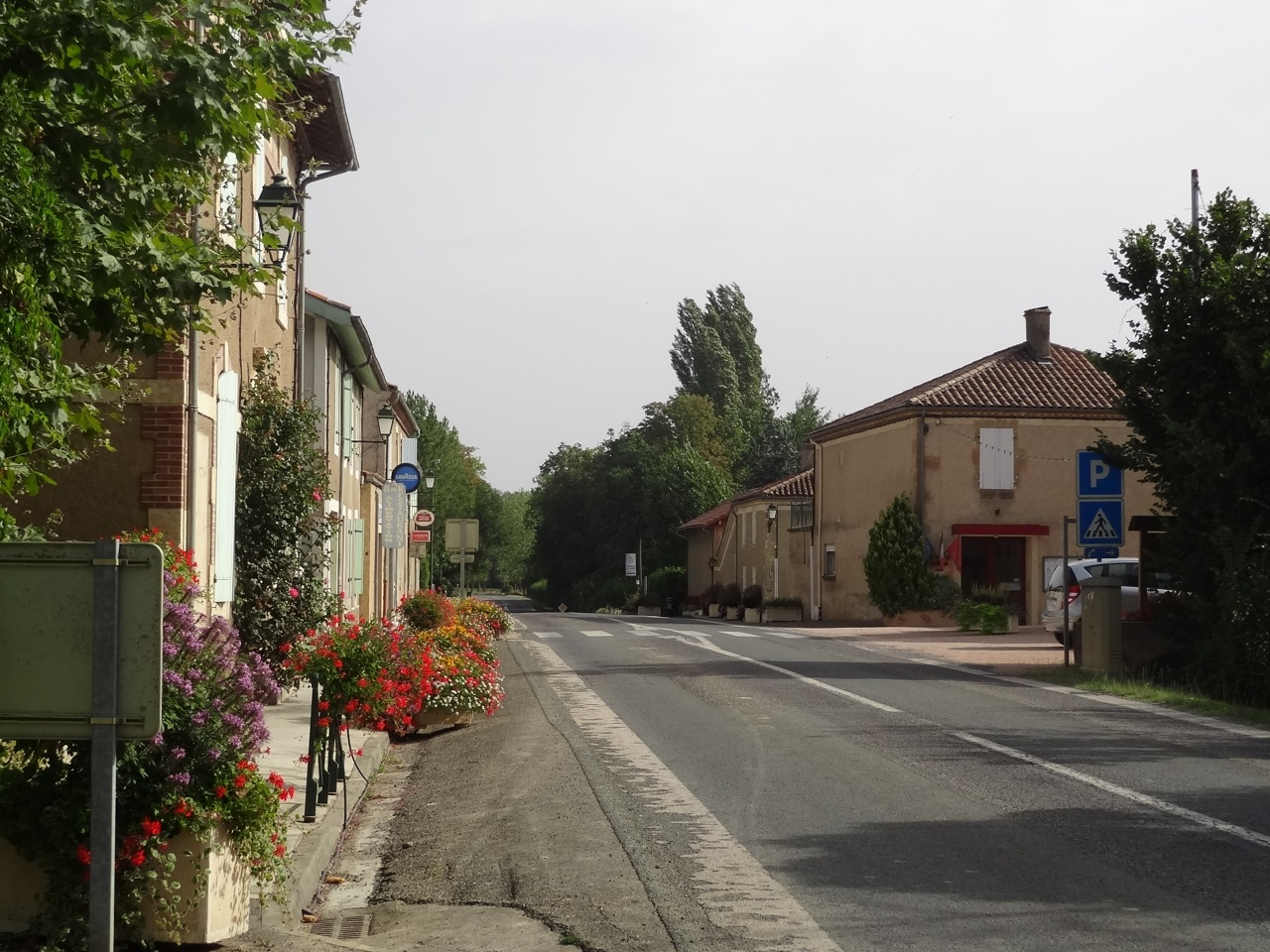
La rue principale d'Ornézan en 2012.

### Occupation des sols
L'occupation des sols de la commune, telle qu'elle ressort de la base de données européenne d’occupation biophysique des sols Corine Land Cover (CLC), est marquée par l'importance des territoires agricoles (79,2 % en 2018), une proportion identique à celle de 1990 (79,2 %). La répartition détaillée en 2018 est la suivante : 
terres arables (35 %), zones agricoles hétérogènes (25,1 %), forêts (20,8 %), prairies (19,1 %). L'évolution de l’occupation des sols de la commune et de ses infrastructures peut être observée sur les différentes représentations cartographiques du territoire : la carte de Cassini (XVIIIe siècle), la carte d'état-major (1820-1866) et les cartes ou photos aériennes de l'IGN pour la période actuelle (1950 à aujourd'hui).

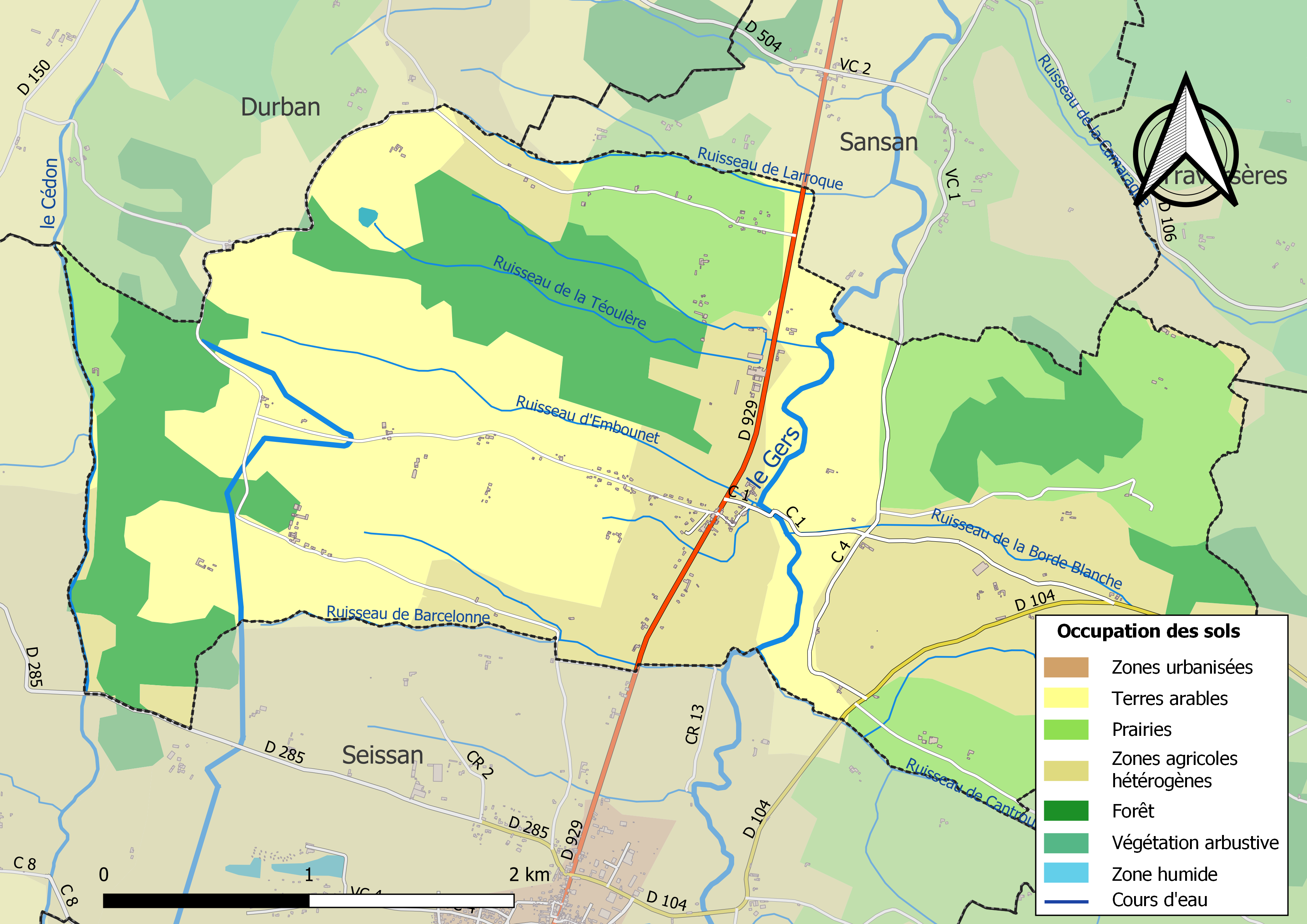
Carte des infrastructures et de l'occupation des sols de la commune en 2018 (CLC).

### Morphologie urbaine
L'essentiel des zones d'habitation se situe le long de la D 929 et de la mairie en descendant vers le Gers. Un nouveau quartier s'est également développé derrière l'ancienne école.

### Logement
Ornézan comprend en 2009 123 logements, parmi lesquels 83,1 % sont des résidences principales, 11,0 % sont des résidences secondaires et 5,9 % sont vacants. 86,0 % des ménages sont propriétaires de leur logement.

### Voies de communication et transports

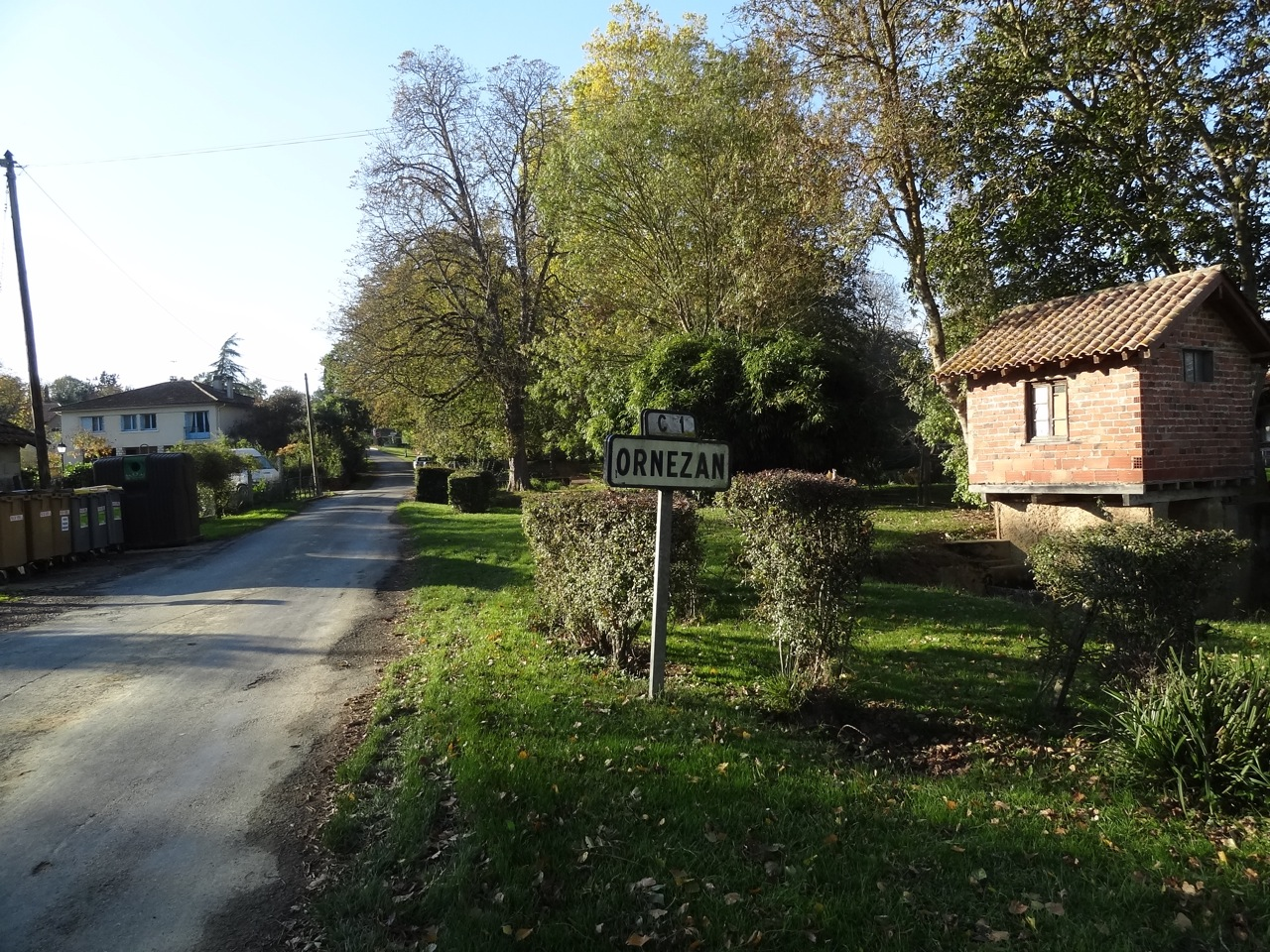
Entrée d'Ornézan par la C1.

- Ornézan est traversée du nord au sud par la D 929 qui relie Auch à Lannemezan.
- En direction de l'est, la C1 rejoint la D 104 qui relie Seissan à Saramon[5].

### Risques majeurs
Le territoire de la commune d'Ornézan est vulnérable à différents aléas naturels : météorologiques (tempête, orage, neige, grand froid, canicule ou sécheresse), inondations et séisme (sismicité faible). Il est également exposé à un risque technologique,  et  le risque industriel. Un site publié par le BRGM permet d'évaluer simplement et rapidement les risques d'un bien localisé soit par son adresse soit par le numéro de sa parcelle.

#### Risques naturels
Certaines parties du territoire communal sont susceptibles d’être affectées par le risque d’inondation par débordement de cours d'eau, notamment le Gers, le Cédon. La cartographie des zones inondables en ex-Midi-Pyrénées réalisée dans le cadre du XIe Contrat de plan État-région, visant à informer les citoyens et les décideurs sur le risque d’inondation, est accessible sur le site de la DREAL Occitanie. La commune a été reconnue en état de catastrophe naturelle au titre des dommages causés par les inondations et coulées de boue survenues en 1999, 2000, 2009 et 2014,.

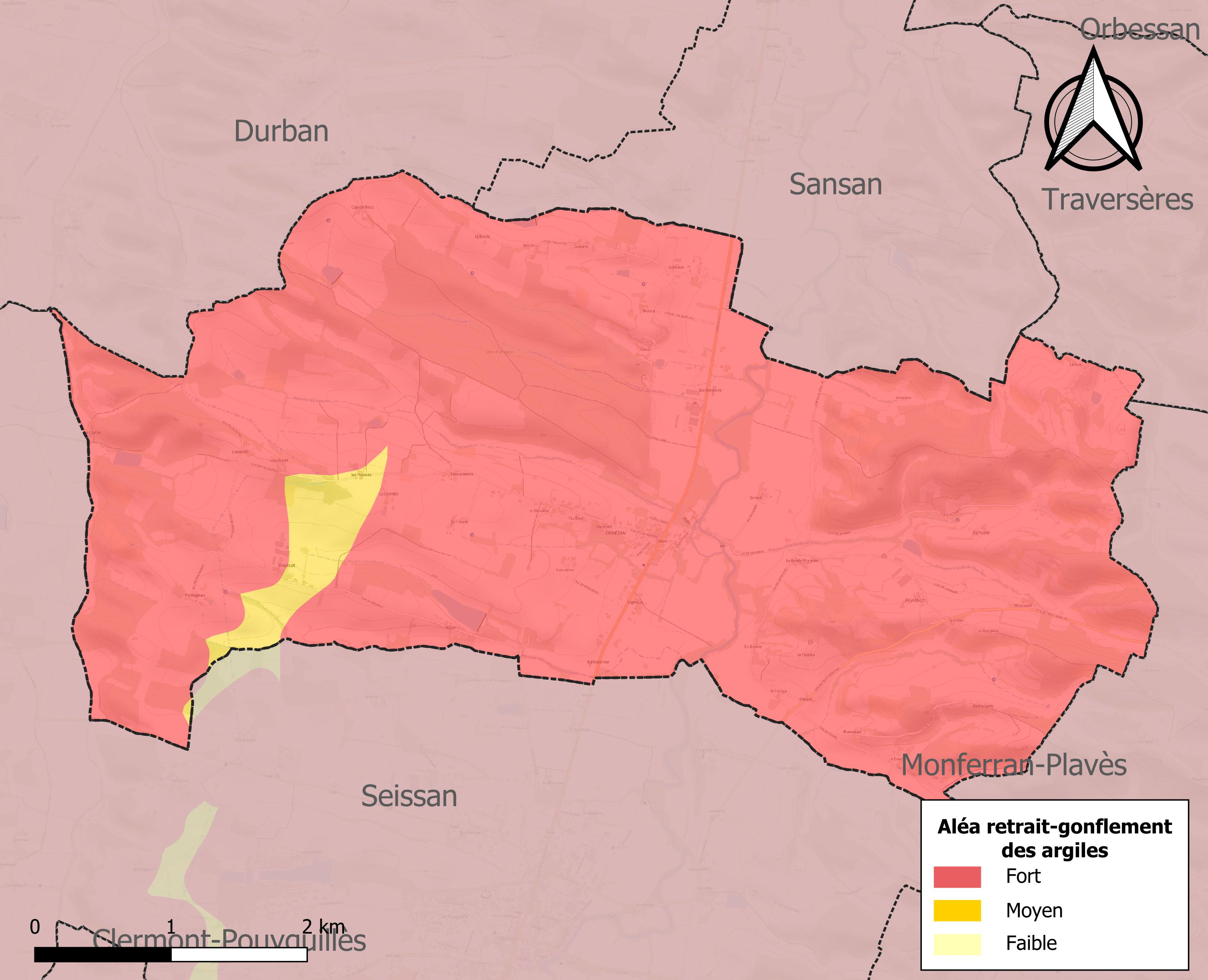
Carte des zones d'aléa retrait-gonflement des sols argileux d'Ornézan.

Le retrait-gonflement des sols argileux est susceptible d'engendrer des dommages importants aux bâtiments en cas d’alternance de périodes de sécheresse et de pluie. La totalité de la commune est en aléa moyen ou fort (94,5 % au niveau départemental et 48,5 % au niveau national). Sur les 122 bâtiments dénombrés sur la commune en 2019, 122 sont en aléa moyen ou fort, soit 100 %, à comparer aux 93 % au niveau départemental et 54 % au niveau national. Une cartographie de l'exposition du territoire national au retrait gonflement des sols argileux est disponible sur le site du BRGM,.
Par ailleurs, afin de mieux appréhender le risque d’affaissement de terrain, l'inventaire national des cavités souterraines permet de localiser celles situées sur la commune.
Concernant les mouvements de terrains, la commune a été reconnue en état de catastrophe naturelle au titre des dommages causés par la sécheresse en 1989 et par des mouvements de terrain en 1999.

#### Risques technologiques
La commune est exposée au risque industriel du fait de la présence sur son territoire d'une entreprise soumise à la directive européenne SEVESO.

## Toponymie
Ornézan vient du patronyme latin Ornatius, suivi du suffixe anum, sans doute le propriétaire du domaine situé en ce lieu à l'époque gallo-romaine. Le lieu est désigné dans les textes anciens sous le nom de Ornezanus.
Le nom de la commune en occitan gascon est Ornesan.

## Histoire

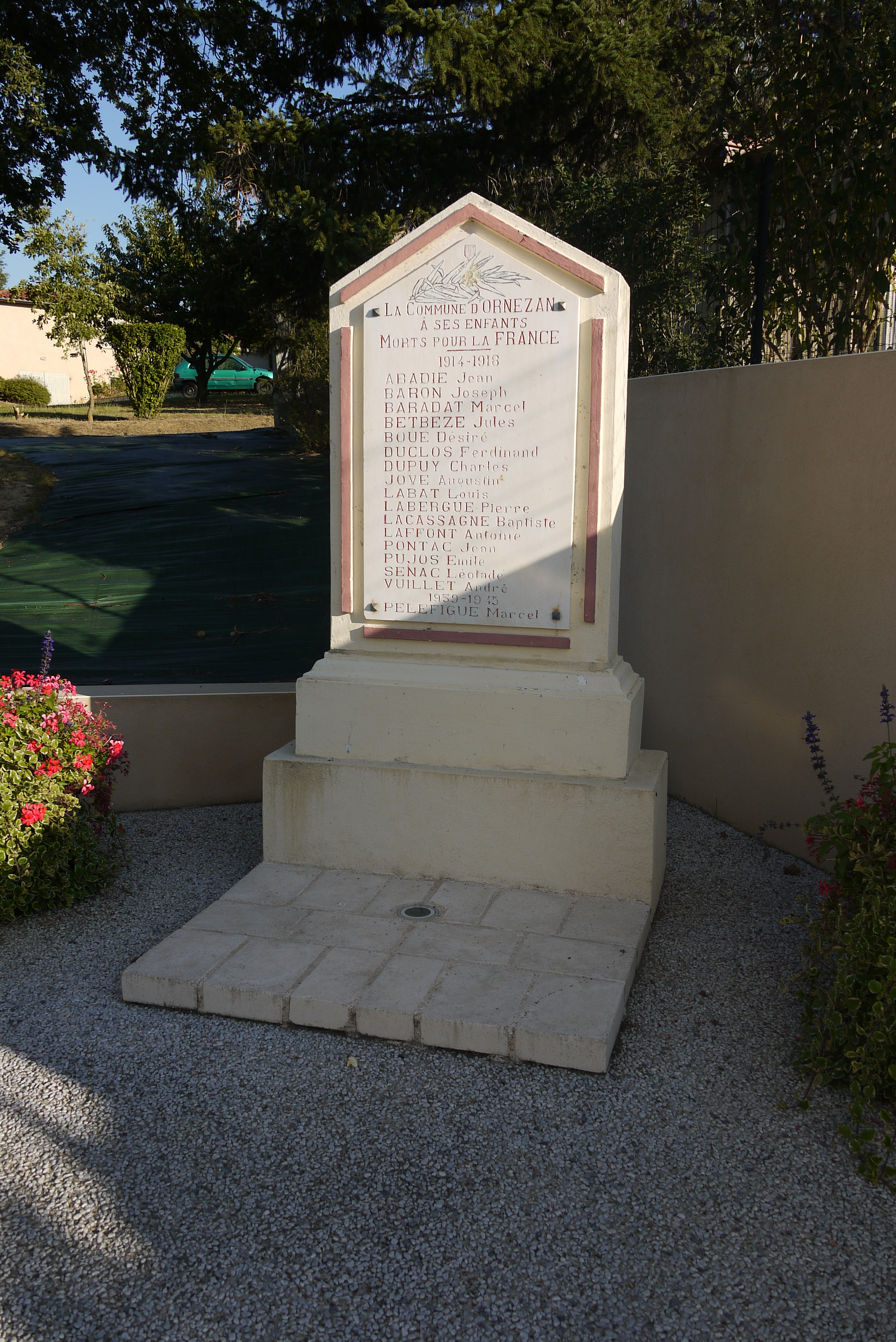
Le monument aux morts.

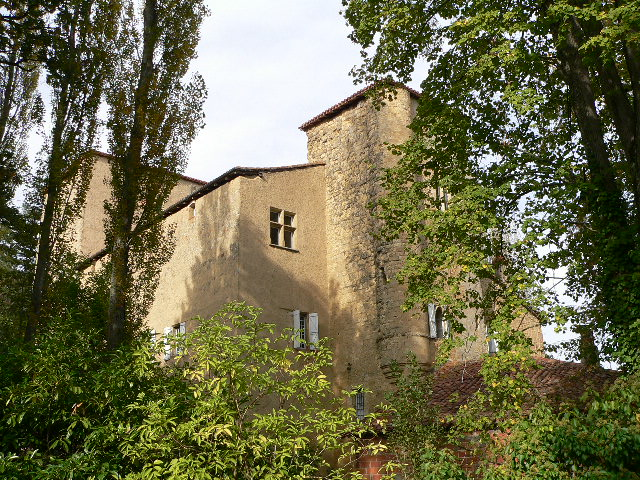
Le château d'Ornézan.

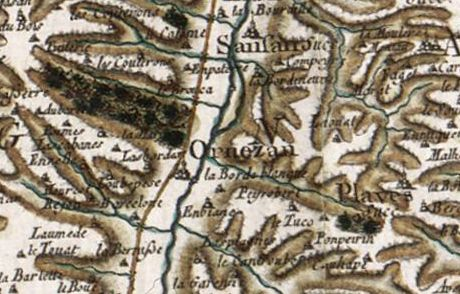
Ornézan sur la carte de Cassini au XVIII

Une occupation dès l'ère gallo-romaine est attestée par un four à tuiles, trouvé près de l'actuelle route départementale et des vestiges divers et des mosaïques, trouvés au lieu-dit de Sempé. Le même site livre également une épitaphe paléo-chrétienne, sans doute mérovingienne, lieu possible d'une ancienne nécropole et de la première église de la paroisse d'Ornézan.
Au Moyen Âge, Ornézan est un castelnau qui se construit autour du château au XIIIe siècle et obtient ses coutumes en 1320-1322.

## Politique et administration

### Canton
En 1793, la commune d'Ornézan fait partie du canton de Seissan au sein du district d'Auch. Elle est rattachée en 1801 au canton d'Auch-Sud au sein de l'arrondissement d'Auch puis, en 1973, au canton d'Auch-Sud-Est, devenu en 1985 canton d'Auch-Sud-Est-Seissan.
À compter des élections départementales de 2015, la commune rejoint le nouveau canton d'Auch-3.

### Administration municipale
Le conseil municipal d'Ornézan comprend, en plus du maire, trois adjoints et sept conseillers municipaux.
| 2000 | 2001 | 2002 | 2003 | 2004 | 2005 | 2006 | 2007 | 2008 | 2009 | 2010 | 2011 | 2012 |
| ---- | ---- | ---- | ---- | ---- | ---- | ---- | ---- | ---- | ---- | ---- | ---- | ---- |
| 123  | 120  | 130  | 126  | 132  | 473  | 166  | 161  | 161  | 180  | 172  | 178  | 190  |

### Liste des maires

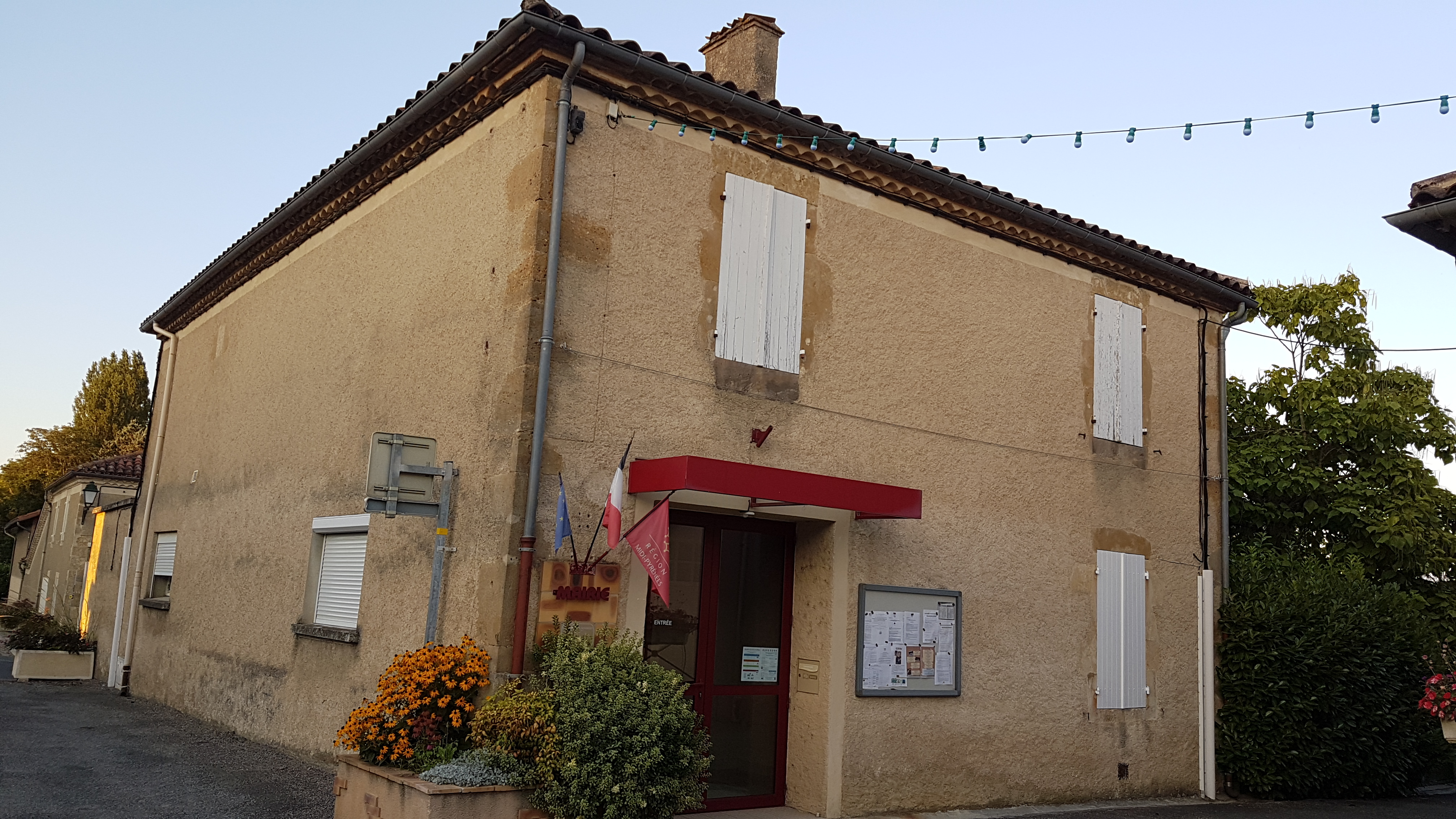
La mairie

## Population et société

### Démographie
L'évolution du nombre d'habitants est connue à travers les recensements de la population effectués dans la commune depuis 1793. Pour les communes de moins de 10 000 habitants, une enquête de recensement portant sur toute la population est réalisée tous les cinq ans, les populations de référence des années intermédiaires étant quant à elles estimées par interpolation ou extrapolation. Pour la commune, le premier recensement exhaustif entrant dans le cadre du nouveau dispositif a été réalisé en 2006.

En 2022, la commune comptait 206 habitants, en évolution de −10,04 % par rapport à 2016 (Gers : +1,04 %, France hors Mayotte : +2,11 %).
| 1793 | 1800 | 1806 | 1821 | 1831 | 1841 | 1846 | 1851 | 1856 |
| ---- | ---- | ---- | ---- | ---- | ---- | ---- | ---- | ---- |
| 299  | 273  | 305  | 322  | 364  | 323  | 350  | 344  | 345  |

| 1861 | 1866 | 1872 | 1876 | 1881 | 1886 | 1891 | 1896 | 1901 |
| ---- | ---- | ---- | ---- | ---- | ---- | ---- | ---- | ---- |
| 342  | 332  | 309  | 322  | 297  | 314  | 271  | 255  | 256  |

| 1906 | 1911 | 1921 | 1926 | 1931 | 1936 | 1946 | 1954 | 1962 |
| ---- | ---- | ---- | ---- | ---- | ---- | ---- | ---- | ---- |
| 240  | 247  | 239  | 229  | 239  | 265  | 215  | 221  | 222  |

| 1968 | 1975 | 1982 | 1990 | 1999 | 2006 | 2011 | 2016 | 2021 |
| ---- | ---- | ---- | ---- | ---- | ---- | ---- | ---- | ---- |
| 209  | 209  | 216  | 225  | 237  | 248  | 237  | 229  | 213  |

| 2022 | - | - | - | - | - | - | - | - |
| ---- | - | - | - | - | - | - | - | - |
| 206  | - | - | - | - | - | - | - | - |

| selon la population municipale des années : | 1968 | 1975 | 1982 | 1990 | 1999 | 2006 | 2009 | 2013 |
| Rang de la commune dans le département      | 188  | 207  | 174  | 156  | 156  | 145  | 156  | 172  |
| Nombre de communes du département           | 466  | 462  | 462  | 462  | 463  | 463  | 463  | 463  |

### Enseignement
L'enseignement élémentaire est regroupé avec les communes d'Orbessan, Sansan, Traversères, Boucagnères et Durban. L'école maternelle est située à Orbessan tandis que l'école primaire se situe à Ornézan. Le centre de loisirs le plus proche est celui de Seissan.
L'école élémentaire publique d'Ornézan accueille 14 élèves en 2013.

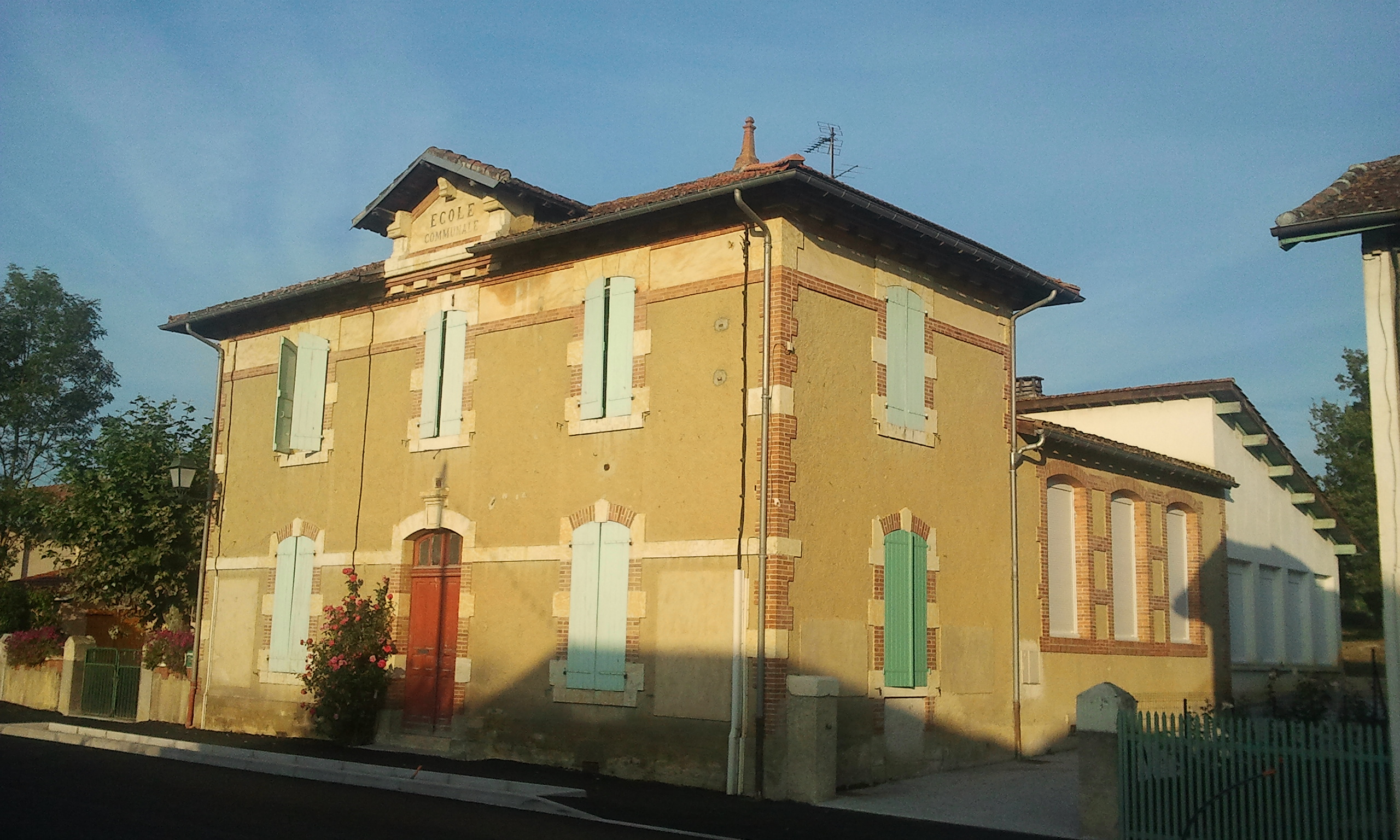
L'ancienne école d'Ornézan.
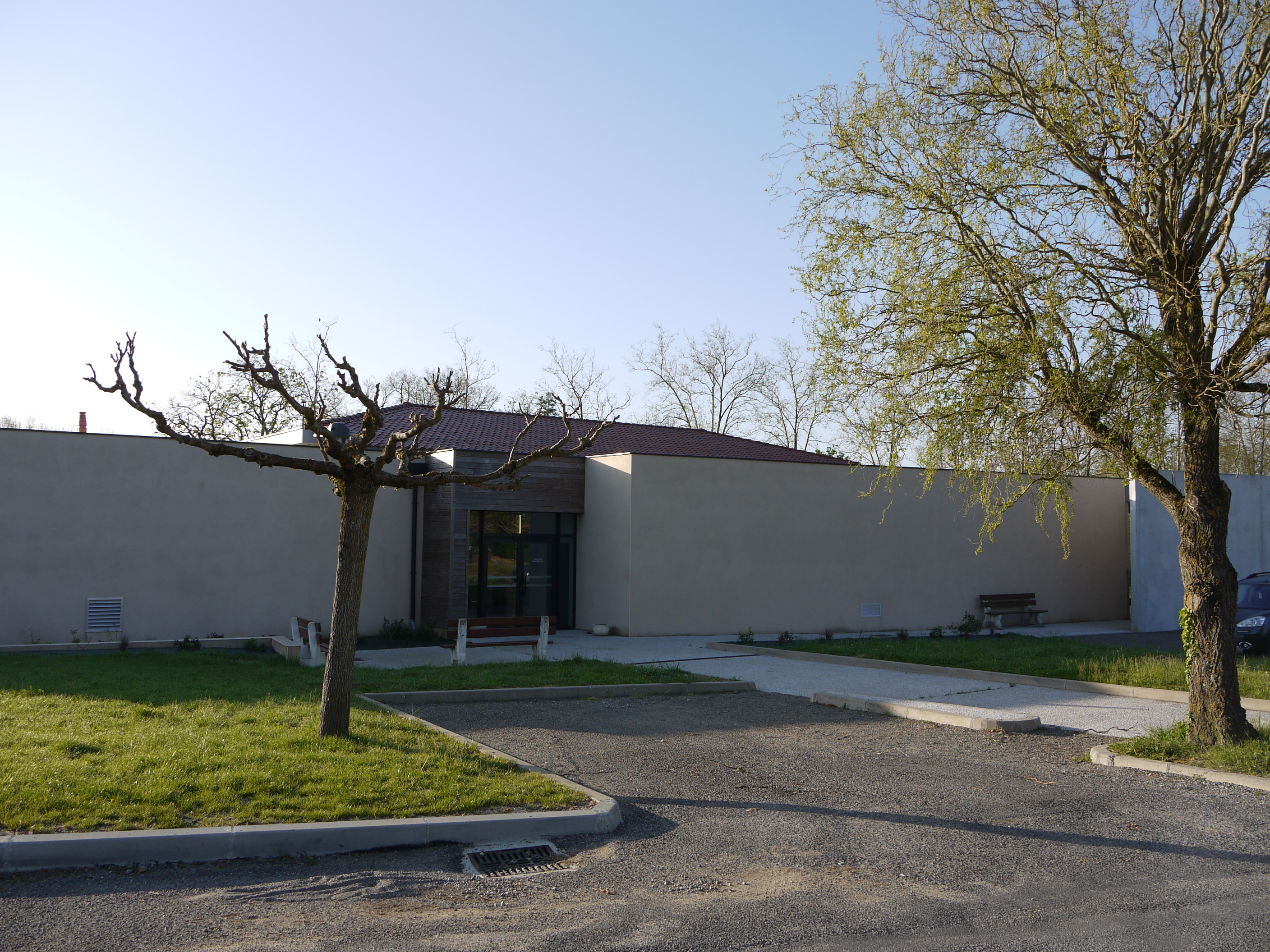
La nouvelle école  « Édouard Lartet ».

### Manifestations culturelles et festivités
- Fête patronale : 25 novembre pour la Sainte Catherine[44],[45].

### Santé
Il n'y a pas de médecin à Ornézan. Les médecins et pharmacie les plus proches sont à Seissan et l'hôpital est à Auch.

### Sports
- Club cycliste ACO Les Canaris[46]
- Club de randonnée Rand'Ornézan[47]

## Économie

### Revenus de la population et fiscalité
En 2010, le revenu fiscal médian par ménage est de 35 796 €.
En 2009, le revenu fiscal médian des ménages par unité de consommation est de 19 066 €. Le revenu net déclaré moyen par foyer fiscal est de 18 978 € et 49,3 % des foyers fiscaux sont imposables.

### Emploi
L'effectif total de l'emploi sur Ornézan en 2009 est de 55 personnes, parmi lesquelles 74,0 % sont salariées. L'effectif total a augmenté de 7,4 % de 1999 à 2009.
En 2009, le taux d'activité des 15-64 ans est de 80,6 % et le taux de chômage de 5,6 %. La commune comprend au 31 décembre 2011 13 demandeurs d'emploi toutes catégories confondues, parmi lesquels figurent 7 demandeurs d'emploi de catégorie A.

### Entreprises et commerces
Ornézan possède une zone d'activité, située au nord du village. On y trouve notamment un producteur d'engrais et de fertilisants ainsi qu'une entreprise de bois.

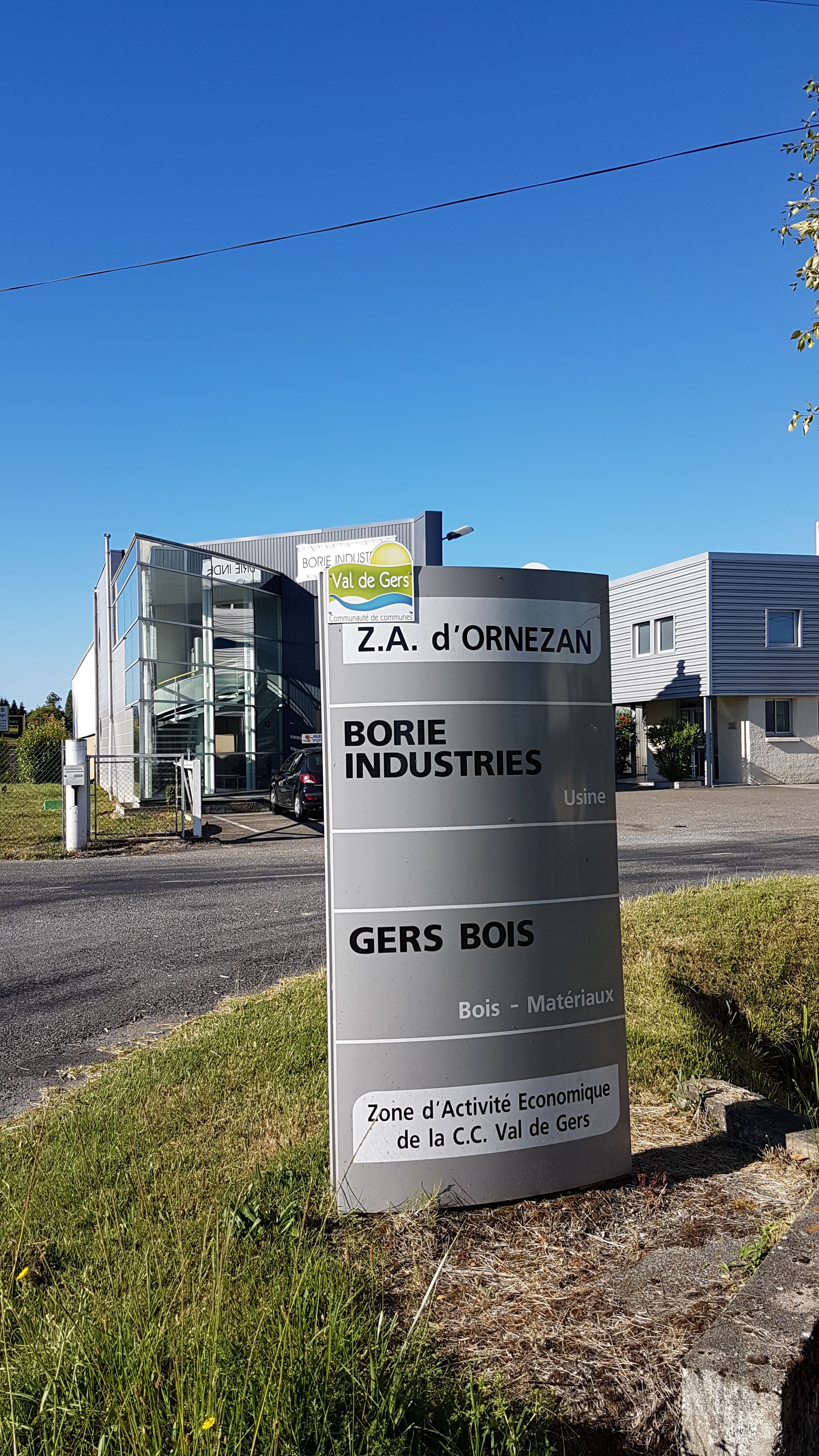
Entrée de la ZA
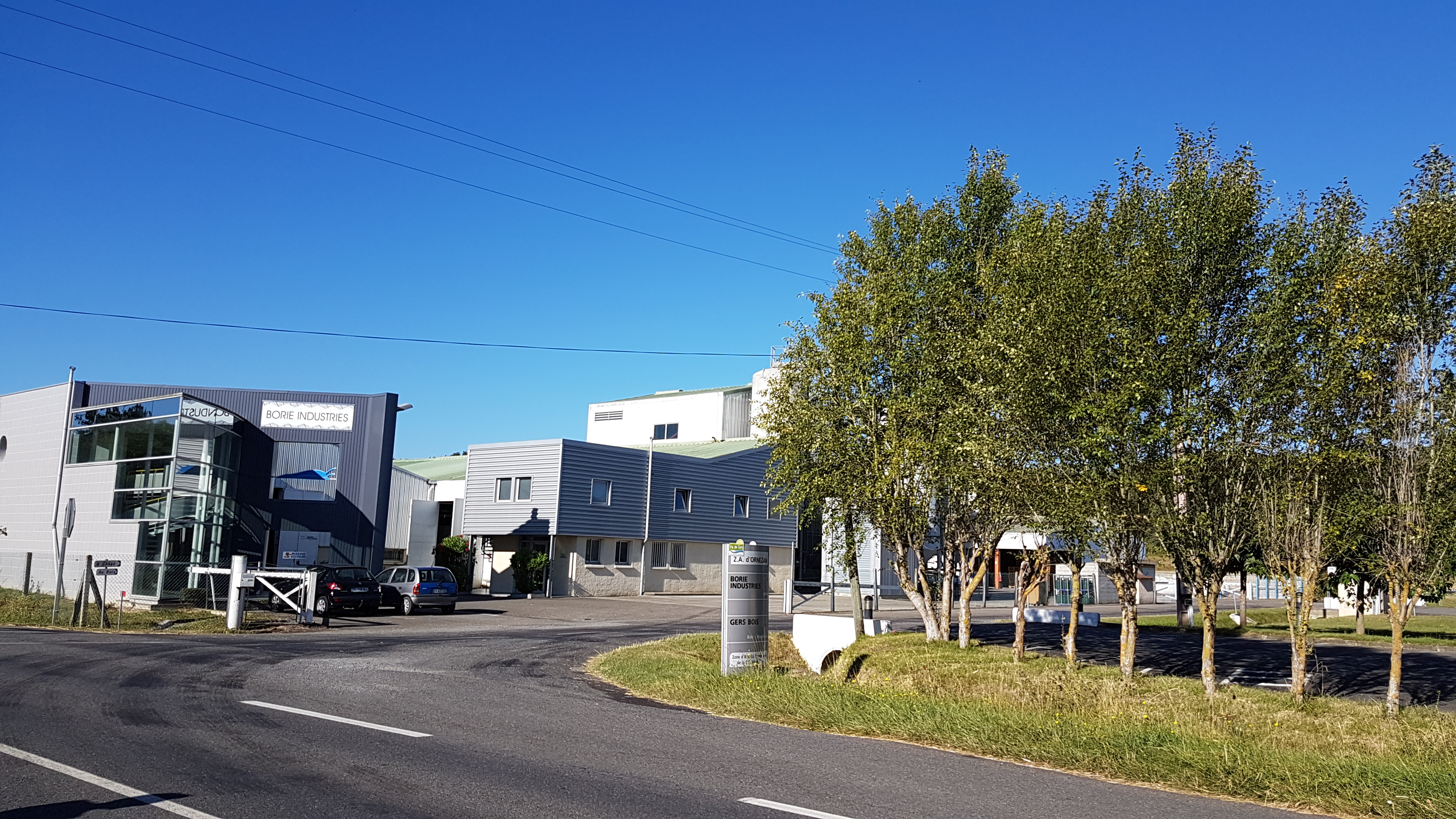
Borie industries
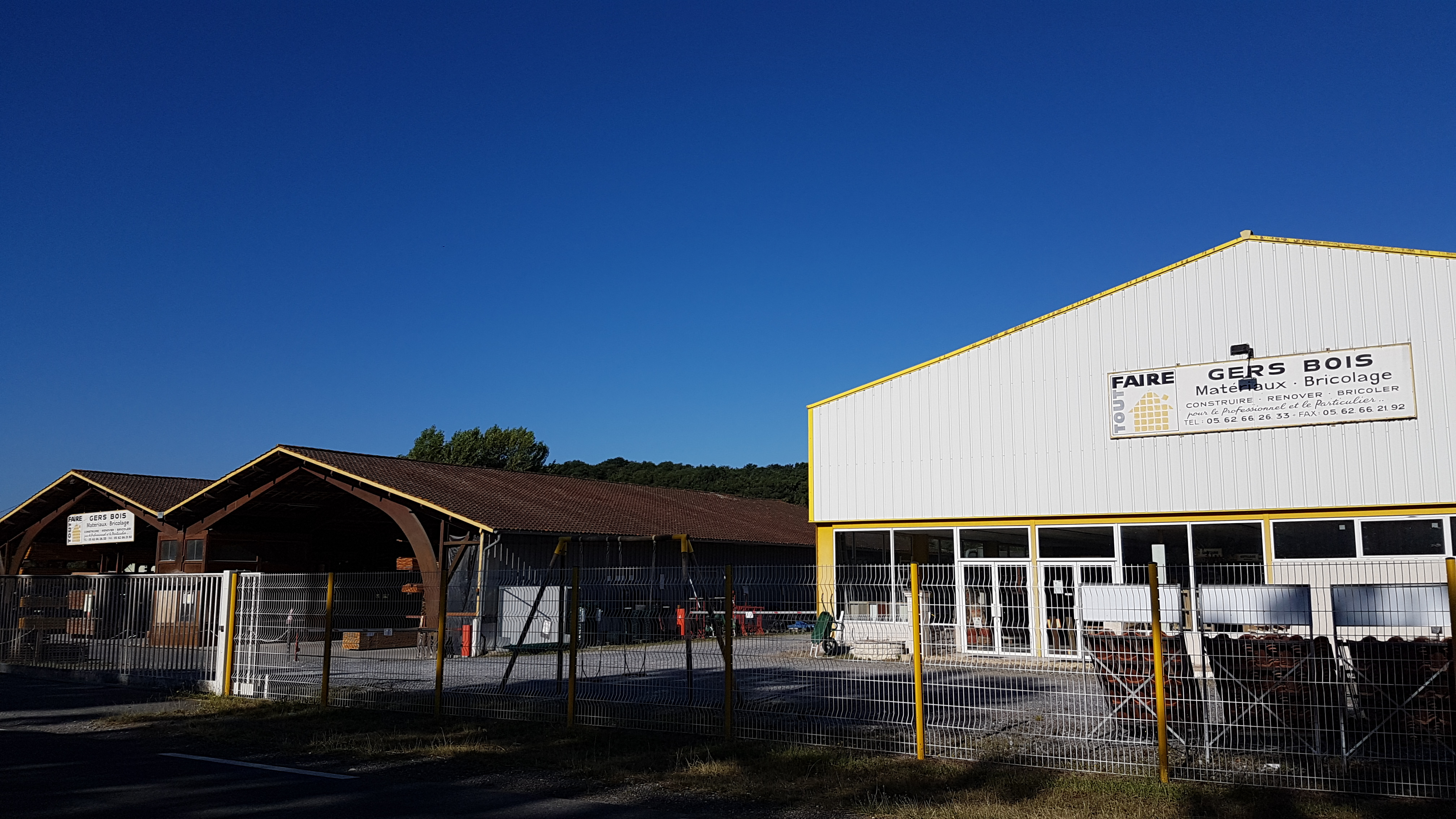
Gers bois

## Culture locale et patrimoine

### Lieux et monuments
- Église Sainte-Catherine : construite vers la fin du Moyen Âge, son chevet est orné d'un grand retable en bois à la gloire de sainte Catherine et classé aux monuments historiques[1] ;
- Château du XIIIe siècle, agrandi au XVIe siècle : « Le château est constitué par un long corps de logis parallélépipédique haut de deux étages. Deux tours flanquent chacune de ses extrémités nord-ouest et nord-est et le dépassent d’un étage supplémentaire. À l'angle sud-est de la première, une tour ronde entièrement dans œuvre assure la circulation verticale de l'édifice sur toute sa hauteur. Une tourelle demi-hors œuvre, en surplomb mais portant sur pied, garnit sur les deux tiers supérieurs de sa hauteur l'angle sud-est de la seconde tour. »[49] ;
- L'ancien moulin à eau ;
- Le pont sur le Gers ;
- De nombreuses croix anciennes[26], dont une croix de mission en fer forgé sur la place de l'Église[1].

Deux autres églises ont totalement disparu, aux lieux-dits de Sempé et de Pompeyrin.

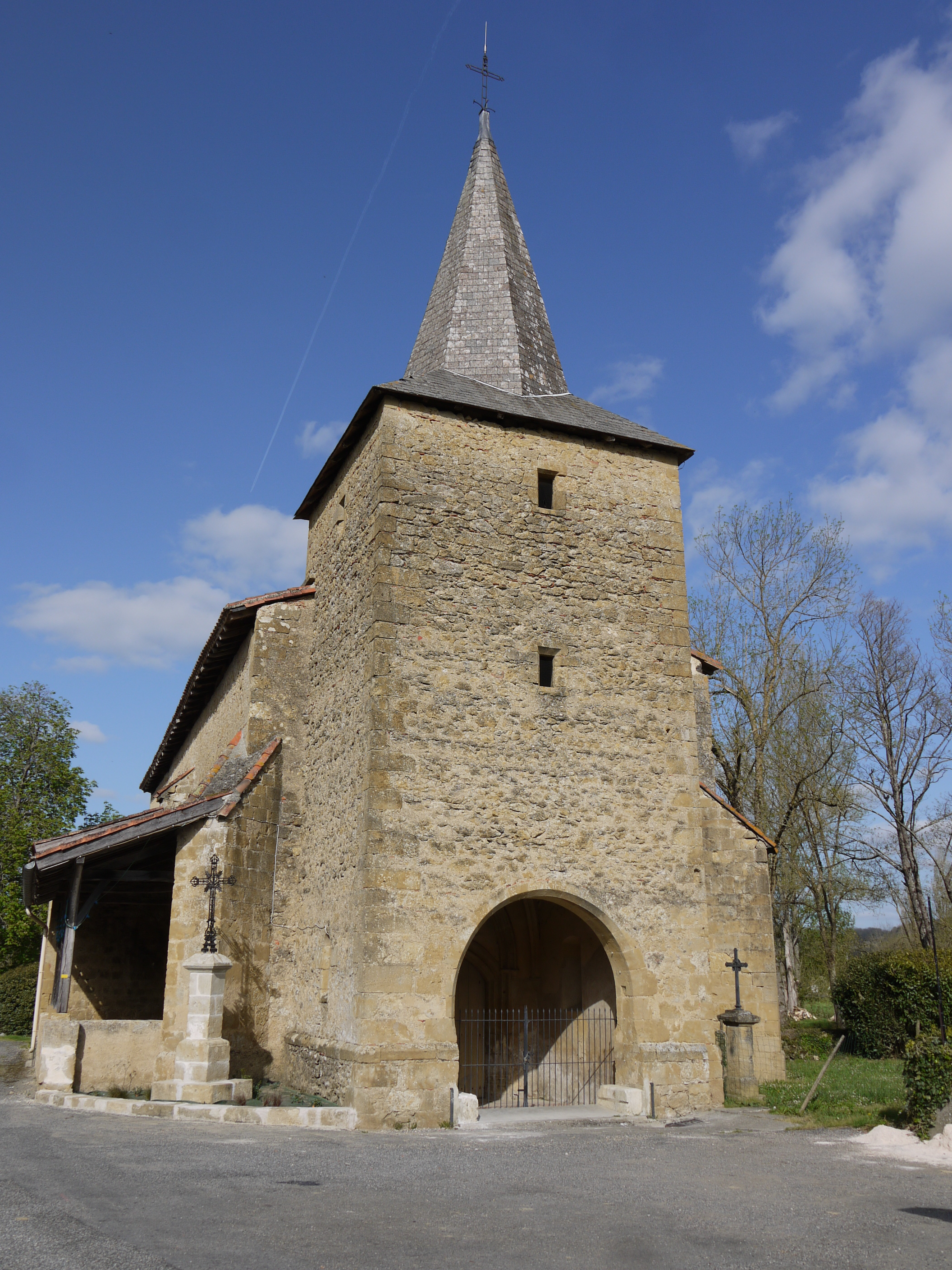
Église Sainte-Catherine.
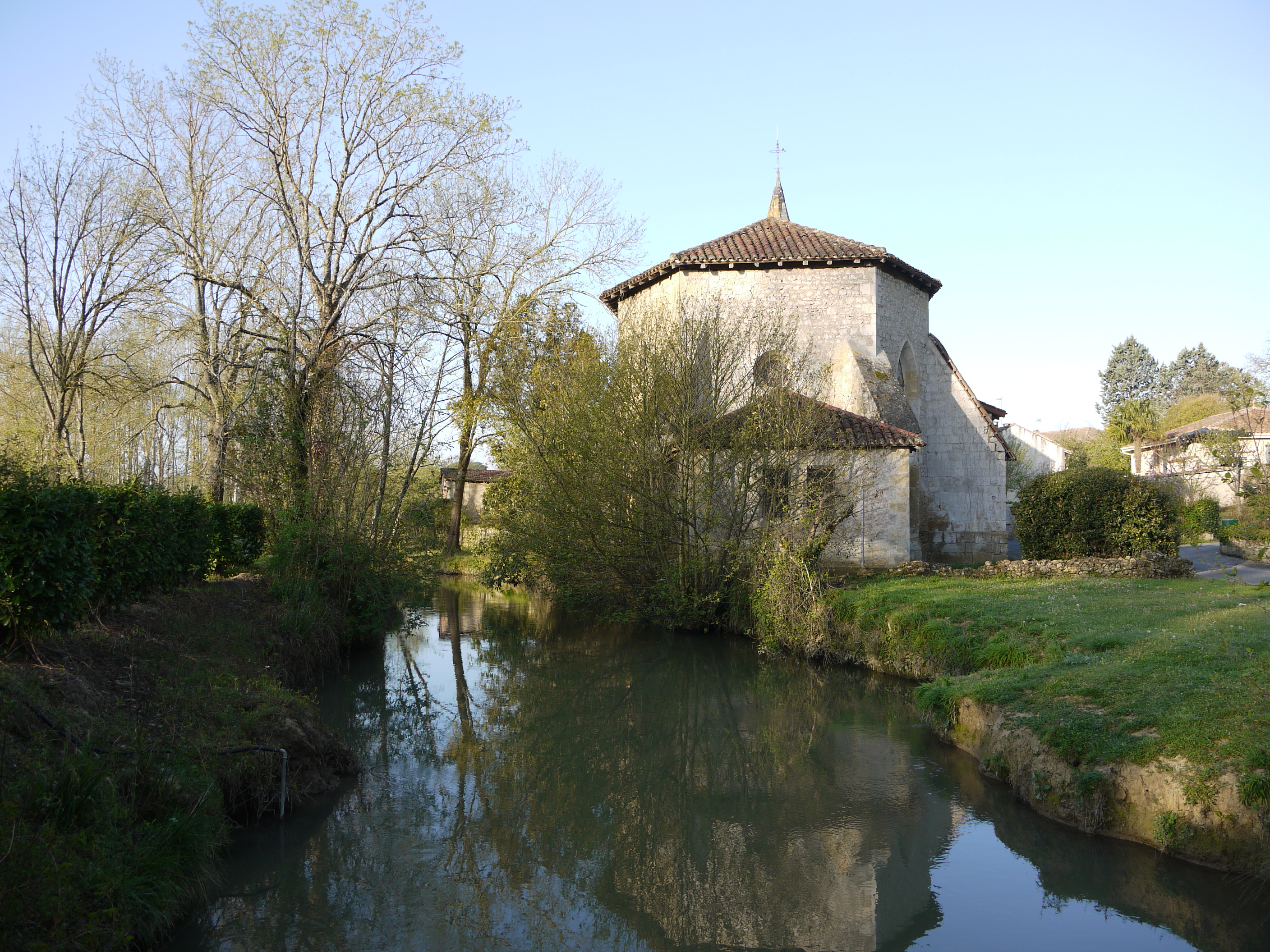
La sacristie et le chevet de l'église
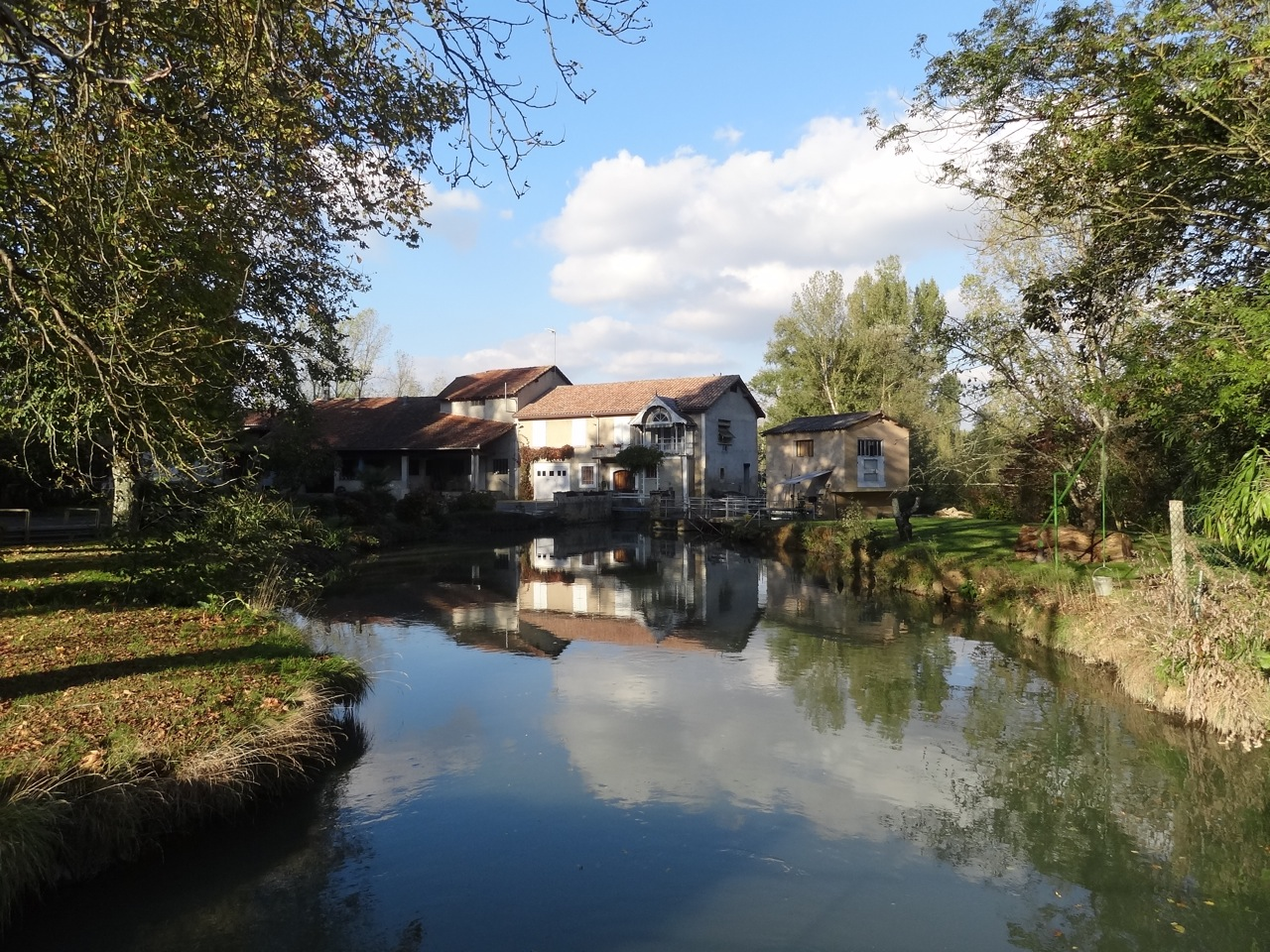
Le moulin à eau.

### Personnalités liées à la commune
- Jean de Durfort (v. 1450-1520) : maire de Bordeaux, mort à Ornézan ;
- Édouard Lartet (1801-1871) : paléontologue y ayant vécu dans sa jeunesse alors qu'il était avocat au château d'Ornézan, acquis par sa famille[1],[50].